# Le Rêve du Radjah ou la Forêt enchantée
Le rêve du radjah ou La forêt enchantée es un cortometraje mudo creado y estrenado en 1900 y dirigido por Georges Méliès.
Al igual que con al menos el 4% de la producción total de Méliès (incluidas películas como Un viaje a la luna, Viaje a través de lo imposible, Le Royaume des fées y El barbero de Sevilla), algunas copias se colorearon a mano individualmente y se vendieron a un precio más alto. precio.

## Trama
Un rajá se cansa y se queda dormido. Una gran mariposa lo perturba y vuela alrededor de su habitación. Intenta capturarlo con una gran red, pero es en vano. Frustrado, tira la red a un lado e intenta volver a dormir, pero su habitación desaparece y ahora está en un parque. Desconcertado, va a sentarse en una silla cercana, pero se va al otro lado del área. Luego vuelve a sentarse en él, pero luego se mueve una vez más hacia el otro lado, lo que lo enfurece aún más. La silla se convierte en un árbol muerto. El Rajá intenta arrancarlo de raíz, pero no es lo suficientemente fuerte. El árbol se convierte en un monstruo con una sonrisa maliciosa en su rostro, asustando al Rajá. Él balancea su espada hacia él, pero luego se convierte en un demonio y lo persigue por el área. El Rajá asustado agarra al demonio, pero desaparece en una nube de humo antes de que pueda hacer nada más. De repente aparece una hermosa mujer y se acerca al rajá. Él está cautivado por el amor y se arrodilla en el deseo de ella. Mientras la toma sobre sus rodillas, varias mujeres más aparecen a su alrededor. Comienzan a bailar a su alrededor, derribándolo cada vez que se acercan a él. Después de que finalmente se levanta, lo persiguen. Mientras lo hacen, muchas más mujeres se unen, formando una larga fila. Luego, todos vuelven a aparecer, con piezas de armadura y hachas, y comienzan a golpearlo. Lo suben a un podio donde un verdugo está a punto de decapitarlo, pero el rajá lo agarra y comienza a golpearlo. Sin embargo, se despierta y descubre que esto no era más que un sueño y que estaba golpeando su almohada. Confundido y cansado por todas estas cosas que sucedieron, vuelve a dormir.